# Rod Dana
Rod Dana, właściwie Roger Francke (ur. 8 sierpnia 1934 w Vernal w Utah) – amerykański aktor filmowy i telewizyjny, scenarzysta i model.
Swoją karierę rozpoczął pod koniec lat 50. jako model. Sporadycznie pojawiał się w drobnych rolach w kilku filmach klasy B, a następnie przeniósł się do Włoch, by kontynuować karierę aktorską. W drugiej połowie lat 60. grał głównie w koprodukcjach europejskich i spaghetti westernach, często pod pseudonimem Robert Mark. W 2003 roku pod pseudonimem Jon Christian Eagle napisał powieść Rozmowy z diabłem: Dialogi z duszą (Conversations with the Devil: Dialogues with the Soul).

## Wybrana filmografia
- 1958: War of the Colossal Beast
- 1958: Northwest Passage (serial TV) jako Kisheewa / Jody Waters
- 1958: How to Make a Monster jako technik laboratoryjny
- 1959: Cud (The Miracle) jako kurier
- 1961: Route 66 (serial TV) jako narciarz
- 1963: Kleopatra (Cleopatra) jako jeden ze świty Cezara
- 1963: Gidget wyrusza do Rzymu (Gidget Goes to Rome) jako ambasador marynarki Stanów Zjednoczonych
- 1965: Znałem ją dobrze (Io la conoscevo bene) jako przeprowadzający wywiad TV
- 1966: Sicario 77, vivo o morto jako Lester (w napisach: Robert Mark)
- 1966: Vacanze sulla neve
- 1966: A.D.3 operazione squalo bianco jako Pat Rosario, agent AD3
- 1966: Cień olbrzyma (Cast a Giant Shadow) jako doradca generała Randolpha (John Wayne)
- 1966: Zabij albo zgiń (Uccidi o muori) jako Jerry / Johnny Ringo (w napisach: Robert Mark)
- 1967: Silenzio: Si uccide
- 1967: Dio non paga il sabato jako Randall (w napisach: Robert Mark)
- 1969: Miłosny krąg (Metti, una sera a cena) - głos
- 1969: Femmine insaziabili jako Charlie
- 1970: Gniazdo szerszeni (Hornets’ Nest) jako amerykański pułkownik
- 1970: Contestazione generale jako Piero (w napisach: Robert Mark)
- 1971: Supekutoruman (serial TV) jako Walla
- 1978: Supekutoruman (serial TV) jako Walla
- 1980: Dzień, w którym umarł Chrystus (The Day Christ Died, TV) jako Abenadar
- 1985: Zaklęta w sokoła (Ladyhawke) jako strażnik przy City Gate
- 1988: Ostatnie kuszenie Chrystusa (The Last Temptation of Christ) jako żołnierz